# Кино, вино и домино
«Кино, вино и домино» — семнадцатый студийный альбом группы «Чайф», выпущенный 27 мая 2013 года. В его названии кратко охарактеризованы песни, большая часть которых была написана для фильмов, другая часть связана с традиционной для коллектива алкогольной тематикой и ещё несколько ностальгических треков посвящены разговорам мужчин за игрой в кости. Макетом для обложки альбома послужил вылитый из бетона 2-тонный арт-объект размерами 2,4×2,4 м, в который были погружены знаковые вещи для поколения музыкантов группы: граммофон, радиола, виниловый проигрыватель, плёночный фотоаппарат, электрогитара и бутылка портвейна. В поддержку пластинки накануне релиза была запущена песня «Дом вверх дном» в ротацию на «Нашем радио». Диск дебютировал на девятом месте хит-парада российского iTunes Store.

## Список композиций
| №   | Название                       | Длительность |
| --- | ------------------------------ | ------------ |
| 1.  | «Рок — мой выбор»              | 3:30         |
| 2.  | «Тук, в самом сердце тук»      | 4:06         |
| 3.  | «Поменялся»                    | 4:32         |
| 4.  | «Точка»                        | 3:51         |
| 5.  | «Река-море»                    | 4:22         |
| 6.  | «Немного похоже на блюз»       | 5:44         |
| 7.  | «Для себя, для него, для меня» | 4:30         |
| 8.  | «Почтальон»                    | 2:58         |
| 9.  | «Зеленый пиджак»               | 3:56         |
| 10. | «Дом вверх дном»               | 2:35         |
| 11. | «Секрет»                       | 4:46         |
| 12. | «Небесный диджей»              | 4:26         |
| 13. | «Нет горизонта»                | 7:56         |

- Бонус-треки (на виниле)

| №   | Название                | Длительность |
| --- | ----------------------- | ------------ |
| 14. | «Про бобра и барабан»   |              |
| 15. | «Это можешь сделать ты» |              |